# 全国株懇連合会
全国株懇連合会（ぜんこくかぶこんれんごうかい）は、日本各地の12の株式懇話会・株式事務研究会からなる団体。略称は「全株懇」。

## 概要
- 全株懇は、各地にある株式懇話会（株懇）・株式事務研究会（株研）との株式に関する法律と実務の調査・研究、情報交換・交流を行っている。
- これに加え、法務省、商法学者、証券取引所、日本経済団体連合会、弁護士等とも活発な交流を行っており、会社法改正等の立法面における意見交換やパブリックコメントの提出、各種株式実務の標準実務や書式の提言等を行い、株式実務の円滑化に寄与することを、その目的としている。
- 定款や株式取扱規則をはじめとする「株懇モデル」を作成・公表している。株懇モデルには、株主総会招集通知・事業報告・株主総会参考書類なども含まれており、経団連モデルに同じく上場会社のメルクマールとなっている。
- 会員は、基本的に上場会社で構成されるが、上場を目指している会社も会員になることができ、また、上場廃止となった場合でも会員資格に変更は生じない。
- 2010年8月時点で全上場会社(重複上場を除く)が3,842社あるとされる中、2009年8月時点での会員数は2,506社である。

## 各地の株懇・株研
全国12ヵ所にある、各地の株懇・株研および各々の会員社数は、以下のとおりである。
これらの団体名の略称が株懇・株研である。なお、各地にあるのは、証券取引所の有無(過去を含む)が大きく関係している。
1. 札幌株式懇話会:42社
2. 新潟株式懇話会:52社
3. 東京株式懇話会:1,198社
4. 富山株式懇談会:33社
5. 石川株式懇話会:38社
6. 名古屋株式事務研究会:257社
7. 京都株式事務研究会:82社
8. 大阪株式懇談会:541社
9. 神戸株式法務研究会:90社
10. 広島株式事務研究会:37社
11. 山口株式事務研究会:20社
12. 福岡株式事務懇談会:116社